# Сергеев, Григорий Иванович
Григорий Иванович Сергеев (18 февраля 1922 — 17 апреля 2002) — слесарь Калужского завода автомотоэлектрооборудования Министерства автомобильной промышленности СССР, заслуженный рационализатор РСФСР, Герой Социалистического Труда (05.04.1971).

## Биография
Родился: Куйбышевская область, Челно-Вершинский район, с. Токмакла. В 1940 г. окончил педагогическое училище.
Участник Великой Отечественной войны: техник-лейтенант, затем техник старший лейтенант, начальник оружейной мастерской противотанкового дивизиона 290-й Могилёвской Краснознамённой орденов Кутузова и Суворова стрелковой дивизии. Награждён двумя орденами Красной Звезды (29.03.1945; 30.12.1956), медалями, в том числе «За боевые заслуги» (08.11.1943; 15.11.1950). «За оборону Москвы» (09.05.1944), «За взятие Кёнигсберга» (09.06.1945), «За взятие Берлина» (09.06.1945).
Служил в армии до 1957 г., уволился в запас по состоянию здоровья в майорском звании. Местом жительства выбрал родину жены — Калугу (во время войны участвовал в её освобождении 30 декабря 1941 года).
В 1958 г. пришел работать слесарем на Калужский завод автоэлектрооборудования. Уже через несколько месяцев получил VI квалификационный разряд. Проявил себя как талантливый изобретатель и рационализатор. Награждён золотой медалью ВДНХ.
В 1970 году досрочно выполнил личные социалистические обязательства и производственные задания Восьмой пятилетки (1966—1970). Указом Президиума Верховного Совета СССР от 5 апреля 1971 года «за выдающиеся успехи в выполнении заданий пятилетнего плана по развитию автомобильной промышленности» удостоен звания Героя Социалистического Труда с вручением ордена Ленина и золотой медали «Серп и Молот».
По итогам X пятилетки (1976-1980) награждён орденом Октябрьской Революции.
После достижения пенсионного возраста работал в КЗАМЭ руководителем творческой лаборатории по механизации трудоемких процессов.
Умер 17 апреля 2002 года в Калуге.